# 齋藤茉日
齋藤 茉日（さいとう まひる、2001年7月17日 - ）は、日本の元女性ファッションモデル、元ダンサー、タレント。愛称はマッヒー、まひる。埼玉県出身。

## 来歴
小学1年生の時にヒップホップダンスを見に行ったのをきっかけにダンスを始める。ヒップホップを得意としてT.N.B.に所属、サーフ系ブランド・RealBvoice DANCERSとして、『sora×niwaラジオ』への出演や、『横浜エコアクア』、『FUJIスピードウェイSPRINT CUP2011』、『東京オートサロン』、『アリオ北砂店 ムラサキスポーツコレクション』、『BAYSIDE FES お台場』 、『mamafes2012』 、『越谷レイクタウン RealBvoiceコレクション』等のイベントで活躍する他、多数のダンス大会にて入賞を収める。
2011年8月9日 - RealBvoice DANCERSのメンバーとなる。通称：Mahhy（マッヒー）。2012年9月28日 - RealBvoice DANCERSのメンバーとしての活動を終了。
2014年3月31日からNHK Eテレ『Let's天才てれびくん』に「てれび戦士」として出演（2016年3月31日まで）。2016年4月5日から『すイエんサー』に「すイエんサーガールズ」として出演（2018年3月27日まで）。
2018年1月、オスカープロモーションを退社。2月にフリーランスにて活動後、ライフデザイン・カバヤのCMを最後に芸能界を引退。CMは2020年9月まで放送された。駒澤大学高等学校卒業。
2021年、駒澤大学2年生の時、駒澤MASコンテスト2021にエントリーし、ファイナリストとなる。その後、2023年には舞台出演をし、芸能活動を再開させている。2024年3月、駒澤大学経済学部経済学科を卒業。

## 受賞

### ダンス
- 2013年5月3日 - SURE SHOTコンテスト優勝
- 2013年10月 - Growing 2 on 2バトル優勝
- CRACKERソロバトル3位
- BATTLE FESTEVAL3位
- スタジオeggバトル優勝
- 六芸神キッズダンスコンテスト優勝
- DSKフェスティバル FLAKEバトル優勝
- スタジオeggコンテスト ソロ部門優勝
- SUNNYSMILE 埼玉予選 コンテスト部門優勝 ソロ部門準優勝
- ZEROコンテスト3位
- ARCHECUP 第2回予選準優勝
- DANCE@KIDS東北予選4位
- ALL JAPAN KIDS DANCE CONTEST 北関東予選準優勝
- Girls舞遊伝 vol.6優勝
- ALL JAPAN KIDSDANCE CONTEST 最終予選優勝

## 出演

### テレビ番組
- Let's天才てれびくん（2014年3月31日 - 2016年3月31日、NHK Eテレ） - てれび戦士
- すイエんサー（2016年4月5日 - 2018年3月27日、NHK Eテレ） - すイエんサーガールズ

### 映画
- 【推しの子】-The Final Act-（2024年12月20日公開予定） - 初代B小町のメンバー 役[14]

### CM
- ルームズ大正堂
- レイコップ・ジャパン、スチール
- いなきや、スチールチラシ
- ライフデザイン・カバヤ

### ネット配信
- ベネッセ「進研ゼミ中1講座」

### 配信ドラマ
- 【推しの子】（2024年11月28日 - 12月5日、Amazon Prime Video） - 初代B小町のメンバー 役[14]

### 舞台
- アサルトリリィ×ルドビコ女学院「シュベスターの祈り」（2023年5月18日 - 21日、新宿・シアターサンモール） - 長谷川・ガブリエラ・つぐみ 役[13]
- 演劇企画ユニット劇団山本屋 CUWT project vol.2.0「風を切れ2024」（2024年7月25日 - 28日、東京芸術劇場 シアターウエスト）[15]
- 劇団皇帝ケチャップ 第18回本公演「何も変わらない今日という日の始まりに」（2024年11月13日 - 17日、浅草九劇）[16]
- 「ワールドトリガー the Stage」B級ランク戦最終決戦編（2025年4月12日 - 20日、日本青年館ホール / 4月24日 - 27日、COOL JAPAN PARK OSAKA WWホール / 5月2日 - 11日、シアターH）

- 結束夏凛 役

## 書籍

### 雑誌連載
- LOVE berry（2016年1月 - 2017年、徳間書店） - モデル